# Lac Nipisso
Pour les articles homonymes, voir Nipisso.
Le lac Nipisso est un lac sauvage situé dans le territoire non organisé de Rivière-Nipissis, dans la municipalité régionale de comté (MRC) de Sept-Rivières, dans la région administrative de la Côte-Nord, dans la province de Québec, au Canada.

## Emplacement
Ce lac se situe à environ 75 km au nord-est de Sept-Îles. Ce territoire fait partie de la région touristique de Duplessis (Côte-Nord).
Le lac mesure 25 km de long et 4 km de largeur maximale. Il couvre une superficie de 40 km2.
Le lac s'avère un élargissement de la rivière Nipisso, qui se jette dans son extrémité nord à partir du lac Premio-Réal et du lac de Mouches au nord-est, et continue à partir de son extrémité sud en direction sud-est jusqu'à la rivière Nipissis, dont il est un affluent. La rivière Nipisso draine une superficie de 4 196 km2.
Le Chemin de fer de la Côte-Nord et du Labrador est à 10 km à l'ouest, et une ligne de transport d'électricité principale de la centrale de Churchill Falls court environ 8 km à l'ouest.
Il n'y a pas d'accès routier au lac, qui ne peut être atteint qu'en hydravion ou en hélicoptère.

## Environnement
La région se trouve dans la zone climatique boréale Sous Classification des régions écologiques du Québec, le lac est dans la sous-région écologique 6j-S: Hautes collines des lacs Nipissis et Magpie, dans le sous-domaine bioclimatique 6 Est: Épinette à mousse de l'Est. La température annuelle moyenne dans la région est de −3 C°.
Le mois le plus chaud est juillet, lorsque la température moyenne est de 13 C°, et le plus froid est janvier, avec −20 C°.

## Topographie

Bassin du fleuve Nipisso

La région se trouve près de la frontière sud du Bouclier canadien, et est un plateau vallonné à accidenté, avec des montagnes atteignant 2 100 ft. Les Nipissis et Nipisso traversent les vallées profondes de ces hautes terres. Le lac Nipisso se trouve dans ce qui était autrefois une vallée plus profonde parallèle à la vallée Nipissis-Wacouno.
La vallée était remplie de glaciers de rochers et de galets dans une matrice de limon et de sable. Par la suite, ces gisements ont été retravaillés par la rivière actuelle.
Dans le sud de la région du lac Nipisso, il y a des signes d'érosion glaciaire intense, mais il y a peu de dépôts glaciaires. Au nord de 50° 50', il y a de plus grandes quantités de débris glaciaires, avec de grandes quantités de sable et de gravier dans les vallées, et de nombreuses plaines de sable.
Juste à l'est de l'extrémité nord du lac Nipisso, il y a trois crêtes de sable et de gravier en forme de croissant d'environ 1 000 ft de long, 40 ft de large et 20 ft en hauteur. Celles-ci sont perpendiculaires à la direction du mouvement Inlandsis laurentidien, et peuvent être moraines de récession.

## Géologie
Le lac Nipisso et le lac Manitou à l'est définissent la zone géologique Manitou-Nipisso, qui fait partie de la ceinture polycyclique de la province de Grenville. Le substratum rocheux du lac se trouve dans le complexe de Manitou Gneiss et est principalement composé de quartz - feldspath gneiss et hornblende - biotite gneiss.Une étude de 1997 d'une propriété minérale à environ 2/3 de la hauteur de la rive est a révélé la plupart des unités d'unités présentes dans le complexe géologique Nipisso-Manitou, y compris felsic gneisses, abondantes gabbro et intrusifs mineurs granitoïdes. La propriété avait des ultramafiques digues minéralisées associées à une conduite felsique brèche ted.

## Lacs tributaires
Les lacs qui se déversent dans le lac Nipisso comprennent:
| Lac              | Coordonnées                  | Carte |
| ---------------- | ---------------------------- | ----- |
| Lac Zara         | 51° 06′ 53″ N, 65° 42′ 47″ O | EINQG |
| Lac Premio-Réal  | 51° 05′ 43″ N, 65° 41′ 35″ O | EHTBK |
| Lac des Mouches  | 51° 03′ 58″ N, 65° 38′ 29″ O | EHILG |
| Lac Dimph        | 51° 02′ 10″ N, 65° 41′ 01″ O | EGDSK |
| Lac Vatchichilet | 51° 00′ 41″ N, 65° 43′ 28″ O | EIKMD |
| Lac Albany       | 50° 58′ 00″ N, 65° 45′ 08″ O | EFHEQ |
| Lac Firth        | 50° 56′ 16″ N, 65° 52′ 36″ O | EGJAJ |

## Toponymie
Le nom est Montagnais à l'origine. Les anciennes désignations toponymiques du lac sont Lac Moisi, Lac Moisic et Lac Moisie.

## Sources
- Marc P. Banas, « Ressources Dianor Inc. Propriété Nipisso Rapport final des résultats sur le terrain: Programme de prospection de reconnaissance 26/06 / 97-05 / 07/97 », MRN-géoinformation, 1999 (consulté le 14 septembre 2019)
- Howard. R. Hogan, « La géologie des zones cartographiques de la rivière Nipissis et du lac Nipisso. », McGill University, 1953 (consulté le 14 septembre 19)
- Gouvernement du Québec, Réserve aquatique de la rivière Moisie, Plan de conservation, Gouvernement du Québec, 2003 (lire en ligne)
- Hassan Nabil, Thomas Clark et Sarah-Jane Barnes, « Évolution tectonique protérozoïque de l'orogène de Grenville en Amérique du Nord », Geological Society of America, 1er janvier 2004 (ISBN 978-0-8137-1197-3, consulté le 14 septembre 2019)
- MC Peel, BL Finlayson et TA McMahon, « Carte du monde mise à jour de la classification climatique de Köppen-Geiger », Hydrologie et sciences du système terrestre, 2007 (DOI 10.5194/hess-11-1633-2007 ), p. 1633–1644
- J.-P. Saucier, A. Robitaille, P. Grondin, J.-F. Bergeron et J. Gosselin, « Les régions écologiques du Québec méridional », Ministère des Ressources naturelles et de la Faune, 2011 (consulté le 14 septembre 2019)